# Меж двух времён
«Меж двух времён» (англ. Time and Again; с англ. — «Снова и снова») — научно-фантастический роман американского писателя Джека Финнея о путешествии во времени главного героя — из Нью-Йорка 1970 года в январь 1882 года. Роман был опубликован в 1970 году. За год до смерти Финней написал продолжение книги, «Меж трёх времён» (англ. From Time to Time). Входит в американскую версию «100 лучших детективных романов всех времен».
В оригинале роман имеет подзаголовок «иллюстрированный роман» и содержит множество чёрно-белых иллюстраций — фотографий и рисунков Нью-Йорка конца XIX века.
Сокращённый русский перевод романа был выполнен Олегом Битовым (под псевдонимом К. Сенин) и В. Тальми и издан в 1972 году в серии «Зарубежная фантастика».

## Сюжет
В конце 1970 года к 30-летнему художнику Саймону (Саю) Морли обращается представитель правительственного агентства с предложением поучаствовать в сверхсекретном проекте, которым руководит профессор Данцингер. После того как Сай успешно проходит психологические тесты и признаётся годным к участию в проекте, его начинают вводить в курс дела. В офисе агентства он видит нескольких человек, проходящих инструктаж о том, как вести себя в определённую историческую эпоху: каждый из этих людей носит аутентичную одежду данного времени, находится в соответствующих интерьерах и полностью вживается в образ человека другого времени. Наконец, Саю сообщают, что цель проекта состоит в том, чтобы показать возможность путешествия во времени. Для этого, мысленно вжившись в определённую эпоху, человек погружает себя в гипноз и, при успешном развитии событий, должен оказаться в другом времени. Саю предлагают выбрать время, в которое он хочет отправиться, и он выбирает январь 1882 года в Нью-Йорке: это связано с тем, что его подруга Кейт давно хочет разгадать семейную тайну своих приёмных родителей: отец её приёмного отца, Эндрю Кармоди, советник президента Кливленда, покончил жизнь самоубийством, причём при нём был конверт, полученный им в январе 1882 года на главном почтамте Нью-Йорка. Поскольку, согласно оставленной записке, Кармоди покончил с собой из-за событий, связанных с этим письмом, Кейт просила Сая узнать, кто же его отправил и к чему то привело.

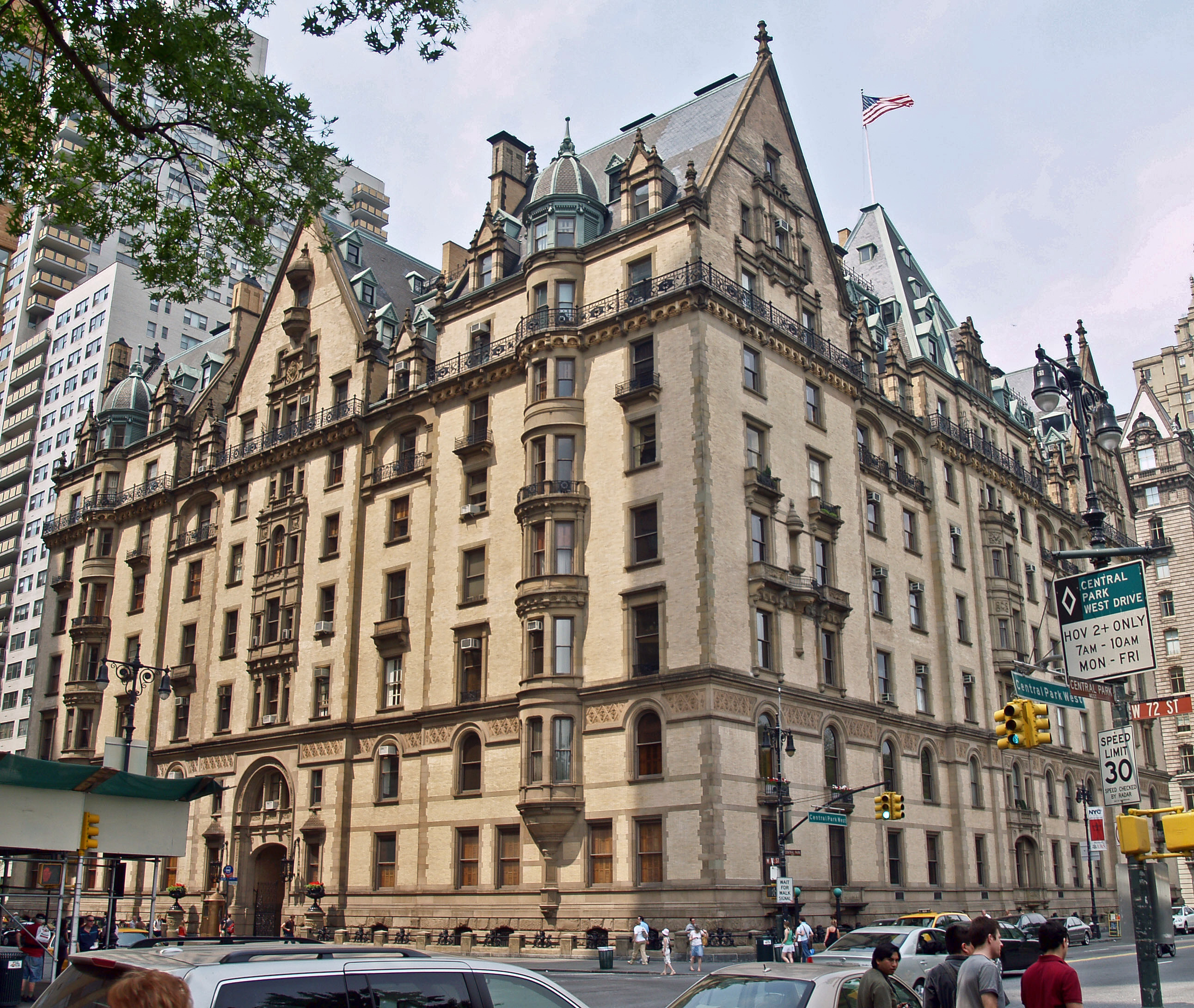
Здание Дакота: современный вид

После подготовки Сай делает попытку переместиться в прошлое при помощи самогипноза. Перед этим он, одетый в одежду 1880-х годов, поселяется в квартире дома «Дакота», где проводит несколько дней. Погрузившись в гипноз, он оказывается в 1882 году и ненадолго выходит на улицу в Сентрал-парк, видя совершенно другой Нью-Йорк, чем тот, к которому он привык. Во время следующей попытки Сай хочет пронаблюдать за отправкой письма для Кармоди, при этом втайне от руководителей проекта к нему присоединяется Кейт. Они вдвоём доезжают до почтамта и видят человека с усами и бородой, который отправил конверт и назначил Кармоди встречу в парке. Сай и Кейт возвращаются. После второго, как и после первого, путешествия Сая проверяют на предмет того, совпадают ли его знания о современном мире с тем, как тот действительно выглядит, то есть не привело ли его путешествие к необратимому изменению настоящего из-за вмешательства в прошлое. Однако никакого изменения не происходит. Тем временем в параллельном проекте агентства оказалось, что путешествие человека в другую эпоху нарушило течение событий (исчез, то есть не был рождён, никак не связанный с проектом человек). Профессор Данцингер против продолжения эксперимента и покидает проект, который теперь возглавляет полковник Эстергази.

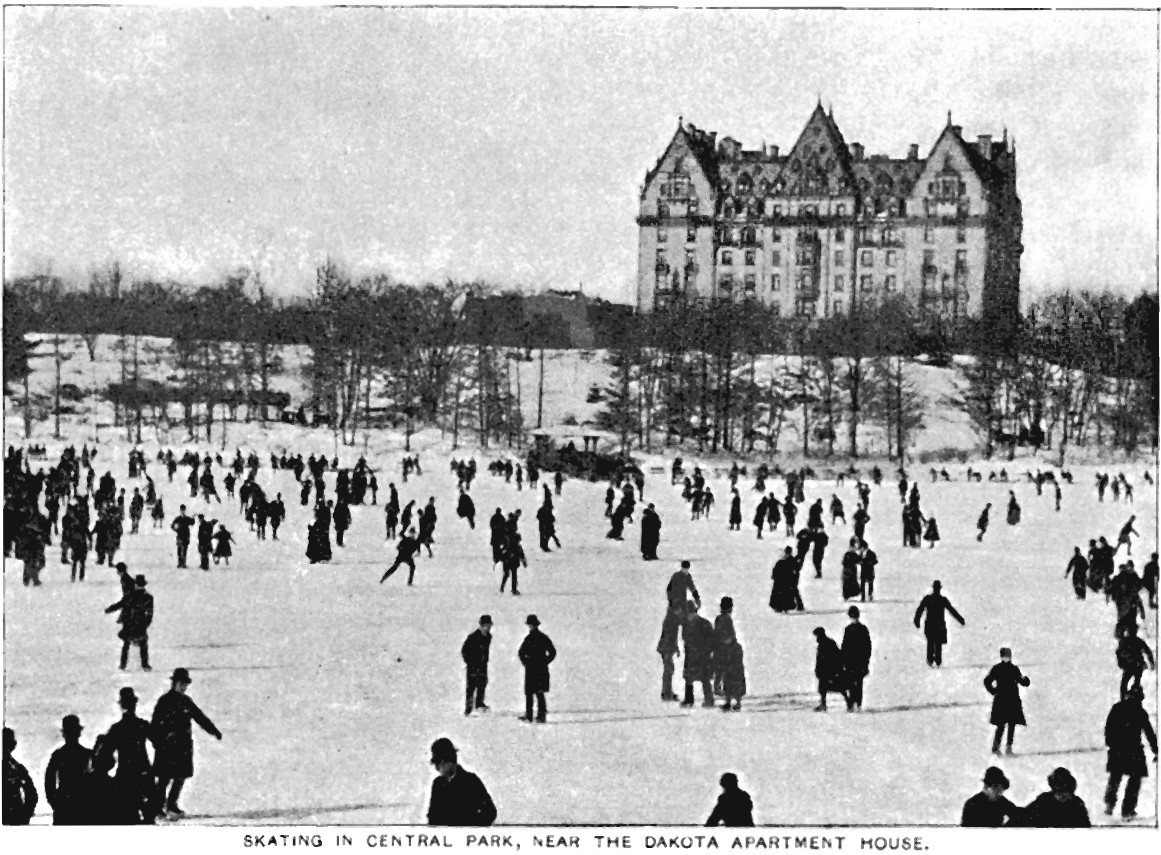
Здание Дакота в 1880-е годы: вид со стороны катка в Центральном парке (фрагмент фотографии был помещён в романе)

Далее Сай предпринимает третье, более длительное путешествие: он снова направляется в январь 1882 года и селится в пансионе в Грамерси, где живёт человек, отправивший письмо Кармоди. Человека, как узнаёт Сай, зовут Джейк Пикеринг, и Сай незаметно подслушивает его беседу с Кармоди. Пикеринг шантажирует Кармоди, требуя выкуп в миллион долларов и угрожая в противном случае раскрыть общественности финансовые махинации Кармоди и его друзей. Тем временем в пансионе Сай знакомится с молодой девушкой Джулией, племянницей владелицы пансиона, и чувствует симпатию к ней. Он также узнаёт, что Джулия — невеста Джейка, хотя вряд ли любит его. Сай возвращается в 1970 год и рассказывает о путешествии, но тут же отправляется обратно: на этот раз он хочет вмешаться в события более активно, потому что понимает, что не может позволить Джулии выйти замуж за Джейка. Он рассказывает Джулии, что Джейк шантажист, и говорит о намечающейся встрече Джейка с Кармоди, куда последний принесёт выкуп. Джулия тоже хочет присутствовать при встрече. Незадолго до этой встречи, Сай и Джулия пробираются в офис Джейка в большом здании, где находится редакция газеты «Весь мир», и прячутся за перегородкой, отделяющей комнату от будущей шахты лифта. Кармоди бьёт Джейка по голове и привязывает к креслу, а сам начинает искать документы в многочисленных ящиках офиса. Через несколько часов, поняв, что документов слишком много и их поиск займёт несколько дней, Кармоди поджигает бумаги и развязывает Джейка, чтобы тот смог выбраться из пожара. Сай и Джулия чудом спасаются из горящего здания, а Джейк начинает драться с Кармоди. Позже Сай и Джулия узнают, что Кармоди остался жив. При этом сильно обожжённый и забинтованный Кармоди обвиняет Сая и Джулию в убийстве Пикеринга, натравляя на них коррумпированного начальника полиции Бернса. Поняв, что им вряд ли удастся скрыться от полиции, Сай переносится с Джулией в 1970 год, показывая ей современный мир.

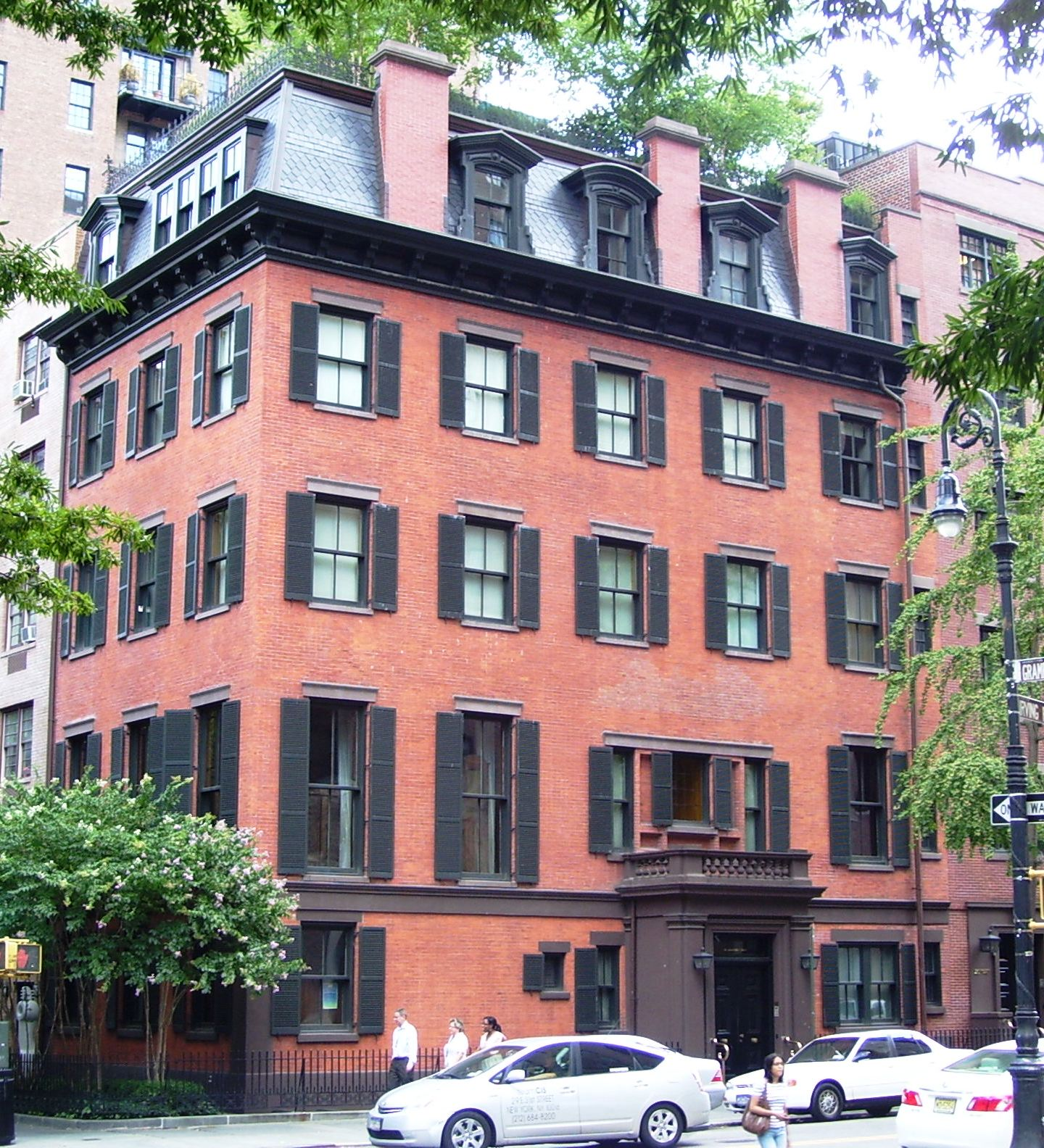
Дом 19 по улице Грэмерси-Парк, в котором происходит ряд сцен романа

Снова вспоминая произошедшее, Сай и Джулия понимают, что из пожара спасся не Кармоди, а Джейк, который выдал себя за Кармоди, договорившись с женой последнего. Именно осознание своей вины во всём случившемся и привело Джейка (под именем Кармоди) к самоубийству спустя долгие годы. Несмотря на то, что они оба признаются друг другу в любви, Джулия предпочитает вернуться в свой мир, а Сай идёт с отчётом в агентство. Там он говорит, что выполнил свою задачу и хотел бы уволиться из проекта. Однако полковник Эстергази, напротив, предлагает ему новое задание, на этот раз напрямую связанное с изменением хода истории: поскольку в качестве советника президента Джейк-Кармоди отговорил Кливленда «выкупить» Кубу у Испании, что привело к испано-американской войне, Саю предлагают вернуться в прошлое, чтобы разоблачить Джейка. Тогда он не станет советником президента и Куба станет частью США, войны не будет, равно как и Карибского кризиса впоследствии. Сай пытается сопротивляться такому решению, но затем соглашается. Однако, попав в прошлое, он поступает иначе: зная о том, что в феврале 1882 году в театре познакомились родители Данцигера, основателя проекта по путешествиям прошлое, Сай не даёт осуществиться этой встрече, чтобы в будущем само агентство не возникло. После этого он остаётся в 1882 году, надеясь на продолжение отношений с Джулией.

## Отзывы
Сюжет романа подробно рассмотрен в статье Е. Ю. Козьминой, а также, наряду с другими произведениями, в её диссертации и монографии. Она отмечает, в частности, что «сюжет в целом представляет собой одну общую ситуацию испытания героя на тождество себе как человеку и дробится на ряд частных испытаний», при этом «главное здесь — испытание философской (моральной) идеи вмешательства в историю», «не просто физическая возможность, а моральное право вершить судьбу человечества в прошлом, настоящем и будущем».
Роман Арбитман в главе «Субъективного словаря фантастики», посвящённой роману «Жена путешественника во времени», отмечает простоту приёма, который использует Финней для отправки героя в другое время:
В 1970 году Джек Финней написал роман «Меж двух времён», где дал совет желающим переместиться в прошлое. Надо лишь очень захотеть, сосредоточиться, окружить себя вещами из того времени, куда хочешь попасть, и музыкой той поры, а затем сильно напрячься, прикрыть глаза и ждать-ждать-ждать. 

## Экранизации
Роман не был экранизирован, хотя переговоры о его экранизации велись. В 1990-е годы о таком проекте задумывался Роберт Редфорд. Позже идею экранизации романа в виде телевизионного мини-сериала вынашивал Том Тайер. В 2012 году сообщалось, что права на экранизацию были куплены компанией Lionsgate, а режиссёром назначен Даг Лайман. Тем не менее, пока ни один из проектов не получил развития.